# Satoru Shibata
Satoru Shibata (jap. 柴田 聡, Shibata Satoru; * 4. September 1962 in Japan) war vor Stephan Bole Präsident von Nintendo of Europe und ist nun im Vorstand von Nintendo Co. Ltd. in Japan tätig.

## Karriere
Shibata wurde im August 2000 Präsident von Nintendo of Europe, als sein Vorgänger Shigeru Ota Nintendo of Europe verließ. Er verließ Nintendo of Europe nach 18 Jahren Arbeit in Europa im Juli 2018 und kehrte anschließend zu Nintendo Japan zurück. Shibata war zuvor außerdem auch ehemaliger Präsident von Nintendo Australia.
Shibata erschien bei sämtlichen Präsentationen, einschließlich der Nintendo Show, dem Nintendo-DS-Event in Paris, dem Nintendo Europa Wii-Event im September 2006, der europäischen Nintendo 3DS-Pressekonferenz im Januar 2011 in Amsterdam und bei der Gamescom 2012. Er warb außerdem mit sämtlichen Videospielen, mit, unter anderem, Interaktion mit Prominenten, wie Wii Sports spielend mit Tim Henman und Greg Rusedski, sowie Call Me Maybe singend für die kanadische Sängerin Carly Rae Jepsen.
In der Zeit von 2012 bis 2018 moderierte Shibata die europäische Fassung von Nintendo Direct und erschien so schon an der Seite von Nintendos ehemaligem Präsidenten, Satoru Iwata. Bevor die erste europäische Episode von Nintendo Direct ausgestrahlt wurde, tauchte Shibata eher gering in der Öffentlichkeit auf, aufgrund seiner Schüchternheit.